# غريت نيك أستيتس (نيويورك)
غريت نيك أستيتس (بالإنجليزية: Great Neck Estates, New York)‏ هي منطقة سكنية تقع في الولايات المتحدة في مقاطعة ناسو، نيويورك. يقدر عدد سكانها بـ 2,761 نسمة ومساحتها 2.1 كم2 وترتفع عن سطح البحر 25 متر.

## التركيبة السكانية
حدّد مكتب تعداد الولايات المتحدة بيانات التركيبة السكانية لغريت نيك أستيتس في تعداد الولايات المتحدة. في ما يلي، التركيبة السكانية حسب تعدادي 2000 و2010.

### تعداد عام 2000
بلغ عدد سكان غريت نيك أستيتس 2,756 نسمة بحسب تعداد عام 2000، وبلغ عدد الأسر 919 أسرة وعدد العائلات 767 عائلة مقيمة في القرية. في حين سجلت الكثافة السكانية 1,325 نسمة لكل كيلومتر مربع (3,431.7/ميل2). وبلغ عدد الوحدات السكنية 944 وحدة بمتوسط كثافة قدره 453.8 لكل كيلومتر مربع (1,175.3/ميل2).
وتوزع التركيب العرقي للقرية بنسبة 92.71% من البيض و0.94% من الأمريكيين الأفارقة و4.83% من الأمريكيين ذوي الأصول الآسيوية و0.33% من الأعراق الأخرى و1.20% من عرقين مختلطين أو أكثر و2.61% من الهسبانيون أو اللاتينيون من أي عرق.
بلغ عدد الأسر 919 أسرة كانت نسبة 39.7% منها لديها أطفال تحت سن الثامنة عشر تعيش معهم، وبلغت نسبة الأزواج القاطنين مع بعضهم البعض 78% من أصل المجموع الكلي للأسر، ونسبة 3.6% من الأسر كان لديها معيلات من الإناث دون وجود شريك، بينما كانت نسبة 1.8% من الأسر لديها معيلون من الذكور دون وجود شريكة وكانت نسبة 16.5% من غير العائلات. تألفت نسبة 14.6% من أصل جميع الأسر من عدة أفراد يعيشون في نفس المنزل ونسبة 9.6% كانت تتألف من شخص يعيش بمفرده يبلغ من العمر 65 عاماً أو أكثر. وبلغ متوسط حجم الأسرة المعيشية 3.00، أما متوسط حجم العائلات فبلغ 3.31.
بلغ العمر الوسطي للسكان 43.1 عاماً. وكانت نسبة 26.9% من القاطنين تحت سن الثامنة عشر، وكانت نسبة 5.3% بين الثامنة عشر والرابعة والعشرين عاماً، ونسبة 20.9% كانت واقعةً في الفئة العمرية ما بين الخامسة والعشرين والرابعة والأربعين عاماً، ونسبة 29.6% كانت ما بين الخامسة والأربعين والرابعة والستين، ونسبة 17.3% كانت ضمن فئة الخامسة والستين عاماً فما فوق. يوجد لكل 100 أنثى 92.9 ذكر، ويوجد لكل 100 أنثى في الثامنة عشر من عمرها فما فوق 88.9 ذكر.
بلغ متوسط دخل الأسرة في القرية 142,038 دولارًا، أما متوسط دخل العائلة فبلغ 161,545 دولارًا. وكان متوسط دخل الذكور 100,001 دولارًا مقابل 55,938 دولارًا للإناث. وسجل دخل الفرد الخاص بالقرية 72,476 دولارًا. وكانت نسبة 1.6% من العائلات ونسبة 2.3% من السكان تحت خط الفقر، وكان من هؤلاء نسبة 2.4% تحت سن الثامنة عشر ونسبة 0% في الخامسة والستين من العمر وما فوق.

### تعداد عام 2010
بلغ عدد سكان غريت نيك أستيتس 2,761 نسمة بحسب تعداد عام 2010، وبلغ عدد الأسر 902 أسرة وعدد العائلات 757 عائلة مقيمة في القرية. في حين سجلت الكثافة السكانية 1,327.4 نسمة لكل كيلومتر مربع (3,438.0/ميل2). وبلغ عدد الوحدات السكنية 937 وحدة بمتوسط كثافة قدره 450.5 لكل كيلومتر مربع (1,166.8/ميل2).
وتوزع التركيب العرقي للقرية بنسبة 86.38% من البيض و0.80% من الأمريكيين الأفارقة و0.11% من الأمريكيين الأصليين و10.18% من الأمريكيين ذوي الأصول الآسيوية و1.12% من الأعراق الأخرى و1.41% من عرقين مختلطين أو أكثر و2.90% من الهسبانيون أو اللاتينيون من أي عرق.
بلغ عدد الأسر 902 أسرة كانت نسبة 38.5% منها لديها أطفال تحت سن الثامنة عشر تعيش معهم، وبلغت نسبة الأزواج القاطنين مع بعضهم البعض 77.7% من أصل المجموع الكلي للأسر، ونسبة 4.9% من الأسر كان لديها معيلات من الإناث دون وجود شريك، بينما كانت نسبة 1.3% من الأسر لديها معيلون من الذكور دون وجود شريكة وكانت نسبة 16.1% من غير العائلات. تألفت نسبة 14.1% من أصل جميع الأسر من عدة أفراد يعيشون في نفس المنزل ونسبة 8.5% كانت تتألف من شخص يعيش بمفرده يبلغ من العمر 65 عاماً أو أكثر. وبلغ متوسط حجم الأسرة المعيشية 3.06، أما متوسط حجم العائلات فبلغ 3.38.
بلغ العمر الوسطي للسكان 45.8 عاماً. وكانت نسبة 27.1% من القاطنين تحت سن الثامنة عشر، وكانت نسبة 6.3% بين الثامنة عشر والرابعة والعشرين عاماً، ونسبة 15.5% كانت واقعةً في الفئة العمرية ما بين الخامسة والعشرين والرابعة والأربعين عاماً، ونسبة 31.3% كانت ما بين الخامسة والأربعين والرابعة والستين، ونسبة 19.8% كانت ضمن فئة الخامسة والستين عاماً فما فوق. وتوزع التركيب الجنسي للسكان بنسبة 47.5% ذكور و52.5% إناث.